# Broken Wings (chanson de Mr. Mister)
Pour les articles homonymes, voir Broken Wings.
Singles de Mr. Mister
Hunters of the Night
(1984) Kyrie
(1985)
Clip vidéo
[vidéo] « Broken Wings », sur YouTube
Broken Wings est une chanson du groupe de rock américain Mr. Mister sortie en single en juin 1985, extraite de l'album Welcome to the Real World (en).
Elle est écrite et composée par Richard Page, Steve George (tous deux membres du groupe) et John Lang.
Elle connaît le succès dans plusieurs pays, se classant notamment en tête des ventes aux États-Unis et au Canada.
Avec Broken Wings, Mr. Mister obtient une nomination pour le Grammy Award de la meilleure prestation vocale pop d'un duo ou groupe en 1986.

## Inspiration
Les paroles de la chanson s'inspirent librement du roman Les Ailes brisées (titre anglais: The Broken Wings) du poète libanais Gibran Khalil Gibran publié en 1912.

## Clip
Réalisé en noir et blanc par Oley Sassone, le clip vidéo met en scène Richard Page au volant d'une Ford Thunderbird circulant sur des routes au milieu de paysages désertiques. Il consulte plusieurs fois une carte routière, cherchant son chemin en vain. Lors d'une pause dans une église, un rapace (une buse de Harris) entre par une fenêtre et vient se poser près de lui. L'homme et l'oiseau se regardent fixement.
Page reprend la route, sachant désormais où il va. Il atteint un rivage. Parvenu au bout de son voyage, il laisse sa voiture dont le capot est relevé et se tourne vers le grand large.
Plusieurs plans montrent le groupe en train de jouer la chanson dans une maison, d'autres prises de vues montrent un couple de danseurs de tango dont seules les jambes sont filmées.
Oley Sassone explique que le clip raconte symboliquement le désarroi d'un homme après une rupture amoureuse. Il est perdu (l'errance en voiture dans le désert), mais finit par trouver au fond de lui-même une nouvelle voie pour repartir de l'avant (sa rencontre avec le rapace qui symbolise son âme, la mer étant le symbole du renouveau selon le réalisateur). Les danseurs de tango représentent le couple, d'abord uni, puis en crise, et enfin séparé. 

## Classements hebdomadaires
| Classement (1985-1986)                 | Meilleure position |
| -------------------------------------- | ------------------ |
| Afrique du Sud (Springbok Radio)       | 20                 |
| Allemagne (GfK Entertainment)          | 8                  |
| Australie (Kent Music Report)          | 4                  |
| Autriche (Ö3 Austria Top 40)           | 17                 |
| Belgique (Flandre Ultratop 50 Singles) | 2                  |
| Canada (RPM 100 Singles)               | 1                  |
| États-Unis (Billboard Hot 100)         | 1                  |
| Irlande (IRMA)                         | 3                  |
| Italie (FIMI)                          | 7                  |
| Norvège (VG-lista)                     | 4                  |
| Nouvelle-Zélande (RMNZ)                | 13                 |
| Pays-Bas (Nederlandse Top 40)          | 3                  |
| Pays-Bas (Single Top 100)              | 2                  |
| Royaume-Uni (UK Singles Chart)         | 4                  |
| Suède (Sverigetopplistan)              | 14                 |
| Suisse (Schweizer Hitparade)           | 4                  |

## Certifications
| Pays                  | Certification | Unités certifiées |
| --------------------- | ------------- | ----------------- |
| Canada (Music Canada) | Or            | 50 000            |
| Royaume-Uni (BPI)     | Or            | 400 000           |

## Reprises
Broken Wings a fait l'objet de reprises de la part d'artistes comme le groupe de hip-hop allemand C-Block dont la version se classe 27e en Allemagne et 31e en Suisse en 1998,, Gloria Gaynor, Inner Circle, Rick Springfield (en duo avec Richard Page), Northern Kings, Jason Donovan...
Elle a également été samplée sur une chanson posthume du rappeur Tupac Shakur, Until the End of Time, extraite de l'album homonyme, ainsi que sur un morceau de Foxy Brown, Broken Silence, qui figure sur l'album du même titre, ou encore sur Broken Dreams du groupe N-Trance.  